# Scottsburg (Indiana)
Scottsburg is een plaats (city) in de Amerikaanse staat Indiana en valt bestuurlijk gezien onder Scott County.

## Demografie
Bij de volkstelling in 2000 werd het aantal inwoners vastgesteld op 6040.
In 2006 is het aantal inwoners door het United States Census Bureau geschat op 5992, een daling van 48 (-0.8%).

## Geografie
Volgens het United States Census Bureau beslaat de plaats een oppervlakte van
12,4 km², waarvan 12,4 km² land. Scottsburg ligt op ongeveer 164 m boven zeeniveau.

## Plaatsen in de nabije omgeving
De onderstaande figuur toont nabijgelegen plaatsen in een straal van 24 km rond Scottsburg.